# Opération Deny Flight
Intervention de l'OTAN en Bosnie
L'opération Deny Flight est une opération militaire de l'OTAN qui commence le 12 avril 1993, opération qui consiste en l'application de la résolution 816 du conseil de sécurité de l'ONU, la mise en place d'une zone d'exclusion aérienne par l'ONU au-dessus de la Bosnie-Herzégovine. L'ONU et l'OTAN étendent par la suite cette opération à l'appui aérien rapproché de la force de protection des Nations unies en Bosnie et à des frappes coercitives en Bosnie. Cette opération regroupe les forces armées de 12 membres de l'OTAN et se termine le 20 décembre 1995. Les pilotes de l'OTAN ont effectué 100 420 sorties au cours de cette opération.
L'opération comprend le premier combat de l'OTAN qui a eu lieu le 28 février 1994 lors de l'incident de Banja Luka et le premier bombardement aérien de l'OTAN le 1er avril 1994 près de Goražde,. Ces engagements ont montré que l'OTAN s'était adaptée à la période post-Guerre froide. La coopération entre l'OTAN et l'ONU a aussi aidé à paver le chemin de futures opérations communes. Bien que Deny Flight ait aidé à l'établissement de relations entre l'OTAN et l'ONU, l'opération a également créé des tensions entre les deux organisations, particulièrement à cause de la prise d'otage de membres de l'ONU en réponse à un bombardement de l'OTAN.
Les opérations de Deny Flight ont duré pendant plus de deux ans et ont joué un rôle important dans la guerre de Bosnie-Herzégovine. La zone d'interdiction de vol a prouvé son efficacité dans la prévention de l'utilisation des attaques aériennes. De plus, les frappes aériennes de Deny flight ont mené à l'opération Deliberate Force, une campagne de bombardements de l'OTAN, qui a joué un rôle majeur pour mettre fin à la guerre.